# Abraham Drabkin
Abraham Drabkin (geboren 1844 in Mogiljow, Belarus; gestorben 1917 in Sankt Petersburg) war ein russischer Rabbiner.
Der in einer alten und angesehenen Familie geborene Drabkin erhielt bereits als Jugendlicher von verschiedenen chassidischen Rabbinern Unterweisung in Tora, Talmud und Kabbala. Nach Studium an der Jeschiwa von Volozhin und dem Rabbinerseminar Wilna wurde er von einer Gesellschaft zur Förderung der Kultur der in Russland lebenden Juden an das Rabbinerseminar in Breslau gesandt. Dort befasste sich Drabkin auch mit Philosophie und Geschichte. 1875 verfasste er seine Dissertation mit dem Titel Fragmenta Commentarii ad Pentateuchum Samaritano-arabicum. Dies war die erste systematische halachische Studie über die Samaritaner. Von 1876 bis 1908 war er Oberrabbiner (Kazionny Ravin) in Sankt Petersburg. Drabkin war einer der ersten Rabbiner des Landes, die auch in Russisch predigten. Er war außerdem Mitglied einer Vereinigung zur Förderung von Handwerk und Landwirtschaft der Juden Russlands. Nach den Pogromen von 1881 nahm er an verschiedenen Konferenzen teil, die sich mit dem Thema befassten und wurde zu einem wichtigen und bekannten Vertreter jüdischer Interessen. Er wurde ausgewählt, die Juden Russlands zu vertreten und wurde für seine Leistungen vom Zar ausgezeichnet. Er war Mitglied der Kommission von Fürst Oldenburgski, um die Ausbreitung der Pest zu verhindern. Drabkin war Editor der ersten acht Bände der Yevreyskaya Entsiklopediya, einer Enzyklopädie über die Juden Russlands. Außerdem schrieb er ein Buch über die russische Gesetzgebung in Bezug auf die Juden und publizierte in russisch-jüdischen Magazinen wie Vyestnik Russkikh Yevreyev oder Razsvyet.